# Vlag van Ouwerkerk

Vlag van Ouwerkerk

De vlag van Ouwerkerk werd in 15 april 2009 door het Nederlandse dorp Ouwerkerk in gebruik genomen. De vlag is ontworpen door Hans van Heijningen. De vlag toont hetzelfde beeld het gemeentewapen.
Deze vlag bestaat uit drie hoofdkleuren: geel, zwart en wit. Het bovenste gedeelte van de vlag is een horizontale gele strook. De rest van de vlag is verdeeld in een zwart en wit patroon. Aan de linkerkant is er een groot zwart veld met een getande rand die in het witte gedeelte steekt, wat een soort zigzag- of zaagtandpatroon creëert.

## Verwante afbeeldingen

Het wapen van Ouwerkerk
De vlag van Duiveland
De vlag van Nieuwerkerk

Boschkapelle
· Cadzand
· Clinge
· Eede
· Graauw en Langendam
· Haamstede
· 's-Heer Arendskerke
· 's-Heerenhoek
· Heille
· Heinkenszand
· Hengstdijk
· Hoedekenskerke
· Hoek
· Hoofdplaat
· Koewacht
· Kwadendamme
· Nieuwerkerk
· Nieuwvliet
· Ossenisse
· Ouwerkerk
· Overslag
· Philippine
· Retranchement
· Rilland
· Scharendijke
· Serooskerke (Schouwen-Duiveland)
· Serooskerke (Veere)
· Sint Anna ter Muiden
· Sint-Annaland
· Sint Kruis
· Sirjansland
· Stoppeldijk
· Yerseke